# Ligia Amadio
Ligia Amadio (San Paolo, 21 agosto 1964) è una direttrice d'orchestra brasiliana, che attualmente dirige l'Orchestra Filarmonica di Bogotà.

## Biografia

### Primi anni e formazione
Italobrasiliana di San Paolo, Ligia Amadio ha iniziato a studiare pianoforte e musica all'età di cinque anni, completando il suo diploma al Conservatorio drammatico e musicale di San Paolo come pianista.  Pochi anni dopo, inoltre, la Amadio ha conseguito la laurea in direzione orchestrale e un Master Degree nelle Arti presso l'Università statale di Campinas.
I suoi insegnanti di direzione più importanti in Brasile e all'estero sono stati: Eleazar de Carvalho, Henrique Gregori, Hans-Joachim Koellreutter, Ferdinand Leitner, Kurt Masur, Julius Kalmar, Dominique Rouits, Georg Tintner, Alexander Polishuk, Eugeni Yergemsky, Guillermo Scarabino, Edward Downes

### Carriera musicale
Acclamata per i suoi alti standard artistici, il suo carisma e le sue esibizioni espressive, Ligia Amadio è considerata dai critici uno dei migliori direttori della sua generazione. Con una personalità appassionata e intensa, è stata elogiata da grandi artisti del nostro tempo per la sua energica presenza scenica naturale e per la sua versatile destrezza tecnica.
Ligia Amadio ha una carriera di successo come direttore d'orchestra, alla luce di oltre 20 anni di esperienza nelle esecuzioni, acquisita da incarichi come direttore artistico e direttore ospite di importanti orchestre. Per 12 anni, dal 1996 al 2008, è stata la direttrice principale della National Symphony Orchestra di Rio de Janeiro. Tra il 2000 e il 2003, Ligia Amadio è salita sul podio dell'OSUNCUYO, a Mendoza (Argentina) e nel 2009 ha diretto l'Orchestra Sinfonica di Campinas (Brasile). Nell'agosto di quell'anno, su richiesta dei musicisti, prese la bacchetta dell'OSUSP, a San Paolo, in Brasile. Dal 2010 al 2014, sempre su richiesta dei membri, è stata invitata ad assumere la direzione artistica dell'Orchestra Filarmonica di Mendoza, dove è stata la direttrice principale fino al 2014, quando fu invitata a essere il direttore principale dell'Orchestra Filarmonica di Bogotá.

### Collaborazioni con varie orchestre
La Amadio è stata invitata a dirigere come ospite molte delle migliori orchestre del mondo. I momenti salienti delle sue apparizioni in direzioni internazionali includono Netherlands Radio Symphony Orchestra, Tokyo City Philharmonic Orchestra, Simfoniki RTV Slovenija, Jerusalém Symphony Orchestra, Israel Chamber Orchestra, l'Orchestra Sinfonica Islandese, State of México Symphony Orchestra, Sodre Symphony Orchestra, Thailand Philharmonic Orchestra, State of São Paulo Symphonic Orchestra, Baden-Badener Philharmonie, Buenos Aires Philharmonic Orchestra, Chile National Symphony Orchestra, Perú National Symphony Orchestra, Bogotá Philharmonic Orchestra, Orkiestrę Symfoniczną Filharmonii Szczecińskiej, Orkiestra Symfoniczna Filharmonii Czestochowskiej, Ensemble Contrechamps, Savaria Symphony Orchestra, The Congress Symphony Orchestra, Silesian Opera Orchestra, Arpeggione Städtisches Kammerorchester, Lebanese Philharmonic Orchestra, National Philharmonic of Moldova, oltre alle più importanti orchestre brasiliane e argentine.
Ligia Amadio ha frequentato diversi corsi di specializzazione internazionale di direzione d'orchestra, con importanti mentori come Ferdinand Leitner, Kurt Masur, Sir Edward Downes e George Tintner. In Brasile i suoi principali insegnanti sono stati Eleazar de Carvalho, Henrique Gregori e Hans-Joachim Koellreutter.

### Registrazioni e trasmissioni radio
La sua discografia comprende undici CD e cinque DVD, registrati sotto la sua direzione, con l'Orchestra Sinfonica Nazionale del Brasile, l'Orchestra Sinfonica di RTV in Slovenia e l'Orchestra Sinfonica dell'Università Nazionale di Cuyo). Tra il 2000 e il 2003 Ligia ha prodotto e ospitato un programma radiofonico dedicato alla musica e alla letteratura su Radio MEC (gestito dal Ministero dell'Istruzione e della Cultura del Brasile).

## Premi e riconoscimenti
In Giappone è stata la prima donna in 30 anni a ricevere un riconoscimento nel rinomato Concorso internazionale di direzione di Tokyo nel 1997. L'anno seguente, ha vinto il 2º Concorso Latinoamericano per direttori d'orchestra a Santiago, Cile. Nei Paesi Bassi è stata selezionata tra i quattro migliori 180 candidati provenienti da tutto il mondo per partecipare alla 35ª Masterclass di Kirill Kondrashin, quando ebbe l'onore di condurre il famoso Concertgebouw ad Amsterdam. In Brasile la Amadio è stata insignita dall'Associazione dei critici d'arte di San Paolo come "Migliore direttore dell'anno" 2001. Nel 2012 è stata nuovamente premiata come "Migliore direttore" dal premio Carlos Gomes, in Brasile.